# Griseldaonline
Griseldaonline è una rivista online fondata nel 2002 da un gruppo di giovani studiosi dell'Università di Bologna.

## Descrizione
Si tratta di una rivista letteraria aperta a diverse prospettive metodologiche e discipline (cinema, antropologia, storia, sociologia), con una sezione dedicata all'informatica, ha avuto tra i suoi principali collaboratori autori quali Marc Augé, Piero Camporesi, Gianni Celati, Remo Ceserani, Francesco Guccini, Guido Guglielmi, Roberto Mussapi, Emilio Pasquini, Mario Rigoni Stern, Edoardo Sanguineti.